# Maurice Henry (poète)
Pour les articles homonymes, voir Maurice Henry et Henry.
Maurice Henry, né le 29 décembre 1907 à Cambrai (Nord) et mort le 21 octobre 1984 à Milan (Italie), est un journaliste, peintre, poète, dessinateur humoristique, scénariste, décorateur et metteur en scène français.

## Biographie
En 1926, Maurice Henry, rencontre René Daumal, Roger Gilbert-Lecomte, Roger Vailland
qui forment une espèce de société initiatique appelée les « Phrères simplistes ». Ils fondent ensemble la revue Le Grand Jeu, qui devient l'expression du groupe du même nom. Maurice Henry y publie des textes, des poèmes et des dessins et présente au groupe le dessinateur et photographe Artür Harfaux. Parallèlement, il fait ses débuts de journaliste au Petit Journal.
En 1933, il quitte le Grand Jeu pour rejoindre le groupe surréaliste d'André Breton et collabore à la revue le Surréalisme au service de la révolution. Lors de l'exposition consacrée aux objets surréalistes, à la galerie Charles Ratton (Paris, 1936), il expose son Hommage à Paganini, petit violon entouré d'une bande Velpeau.
De 1939 à 1951, Henry et Harfaux se consacrent au cinéma sous le nom des « Gagmen associés » et participent comme gagmen ou scénaristes à une vingtaine de films, parmi lesquels Madame et le Mort de Louis Daquin, 120 rue de la Gare, d'après Léo Malet, Coup de tête, Les Aventures des Pieds-Nickelés, Bibi Fricotin, Au petit bonheur et L'Honorable Catherine de Marcel L'Herbier.
Entre 1930 et l'année de sa mort, Maurice Henry aurait produit près de 25 000 dessins publiés dans 150 journaux et une douzaine d'albums. Dans les dernières années de vie, Maurice Henry s'est consacré à la peinture, la sculpture et aux collages.
Jacques Prévert a dit de lui : « Maurice Henry jette à sa manière la panique dans le Cérémonial[réf. nécessaire]. » À partir de cette phrase, la galerie parisienne Loeve&Co signe le titre de son exposition entièrement consacrée à Maurice Henry, de juin à juillet 2022. Elle marque ainsi la deuxième grande monographie dédiée à l'artiste depuis celle organisée par la galerie 1900-2000 en 1998. 

## Œuvres

### Œuvres poétiques
- La Tragédie antique, 1930.
- Les Paupières de verre, Fontaine, coll. « L'Âge d'or », 1945.

### Œuvres humoristiques
- L'Os perdu, collectif, 1941.
- Les Mystères de l'Olympe, Société d'éditions modernes parisiennes, 1945.
- Frivolités, collectif (Bosc, Maurice Henry, Mose, Trez), Fernand Hazan, 1955.
- Liberté chérie, collectif (Bosc, Maurice Henry, Mose, Trez), Fernand Hazan, 1955.
- Vive la fuite !, Pierre Horay, 1958.
- À tort et à raison, Jean-Jacques Pauvert, 1959.
- Maurice Henry’s Kopfkissenbuch. Ein Buch für Träumer, Nachtwandler und Siebenschläfer, Diogenes Verlag, 1956 (Suisse).
- Sogno, che io sogno, che io… Un libro per sognatori, sonnambuli e dormiglioni, Baldini et Castoldi, 1959 (Italie).
- Les 32 positions de l'androgyne, Jean-Jacques Pauvert, 1961.
- Maurice Henry 1930-1960, Jean-Jacques Pauvert, 1961.
- Les Chefs-d'œuvre du sourire, collectif, anthologie Planète, 1964.
- Le Petit incendiaire, livre objet d'artiste, édition Mat Mot, no 3, galerie der Spiegel, 1965 (Allemagne).
- Le Moulage de l’absence, Daily-Bul, coll. « Les Poquettes volantes », vol. 2, 1966 (Belgique).
- Les Chefs-d'œuvre du dessin humour, collectif, anthologie Planète, 1968.
- Les chefs-d'œuvre de l'humour noir, collectif, anthologie Planète, 1970.
- Antologia grafica del surrealismo, Mazzotta, 1972 (Italie).
- Dessins, 40 années de dessins, le Livre de poche, 1973.
- Voyages du rêveur, Albin Michel, 1979.
- Gags, Pierre Horay, 1979.
- L’adorable cauchemar, Daily-Bul, 1983 (Belgique).
- Les chiens à fouetter, François Nourissier, contient Le jeu de l'oie du petit homme de plume, jeu dessiné par Maurice Henry, le Dilettante, 2009.

### Ouvrages illustrés
- Trajectoire du rêve, documents recueillis par André Breton, GLM, 1938.
- Le disparu de la huche à pain (roman policier loufoque), Fakir Denn'salhar, Société parisienne d'édition, 1945.
- Faites de belles lèvres : poèmes, Debresse, coll. « Poétique », 1948.
- Le communisme et les paysans, Georges Monnet, J. Le Roy Ladurie et Marcel Roclore, 1951.
- Vade-mecum du petit homme d’état, Pierre Gatérat, Seuil, 1952.
- À bas les pendules, John D. Sheridan, Seuil, 1953.
- Paris, à nous deux ou le Nouveau Rastignac, France Roche, Amiot-Dumont, 1954.
- Le petit Don Juan, traité de la séduction, Jean Dutourd, Robert Laffont, 1955 et édition français/néerlandais, Soliflor, 2011.
- Vade-mecum du sexe faible, Pierre Gatérat, Seuil, 1955.
- Les Métamorphoses du vide, éditions de Minuit, 1955 (2 éditions).
- Le Fantôme de Canterville, Oscar Wilde, Les Quatre Jeudis, 1955 et Le Livre de Poche, 1996.
- À dire et à lire (Petit théâtre), Alphonse Allais, Grasset, 1956.
- Échec au fisc !, Fraudes et privilèges, René Macart, Gallimard, coll. L’Air du temps, 1958.
- Drôles de numéros, Jacqueline et Jean Diwo, Arthème Fayard, 1958.
- À bout portant, Gallimard, 1958.
- Du cadran à son ombre, Michel Boujut, Le Pont de l'épée, 1960.
- L’Affaire Blaireau, Alphonse Allais, Livre club du libraire, 1962.
- Le Filou scrupuleux et autres nouvelles, O. Henry, Le Livre Club du Libraire, 1964.
- L'Art de la charade à tiroirs, Luc Étienne, Jean-Jacques Pauvert, 1965.
- Les Chefs-d'oeuvre du rire, collectif, Planète. 1966.
- Pour cause de fin de bail, suivi de Ne nous frappons pas, Alphonse Allais, Fasquelle, 1966.
- Conchita et vous, Solange Fasquelle, Albin Michel, 1968.
- Hors mesure, Éric Losfeld, 1969.
- L'Os à moelle poche, collectif (Pierre Dac, Léopold Lavolaille, Nostrautobus, Jean Survot, G.K.W. van den Paraboum, Maurice Henry, Fernand Rauzéna, Don Charl'os, Pr Jules Lemètre et son frère Léon, Jacques Allahune), Le livre de poche, 1974.
- Où se défont les mondes, Danielle Thivolet, éditeur Les 777, 1982.

### Illustrations de couvertures
- Caserne, François Lerouvre, Charlot, 1947.
- C’est ma tournée, Fernand Rauzena, Pierre Horay, 1950.
- Mr Dondaine aventurier, Pierre Loiselet, Gallimard , 1950.
- L’Honneur de Pédonzigue, Roger Rabiniaux, Corréa, 1951.
- Les Moines de la Saint-Bernardin, Pierre Mélon, éditions Bellenand, 1951.
- Le Vin de la Haumuche, Maurice Fombeure, éditions Bellenand, 1952.
- Malheur aux barbus, Pierre Dac et Francis Blanche, Martel, 1952.
- Dans le secret des préfectures, Roger Rabiniaux, Corréa, 1953.
- Le Croquant indiscret, Henri Calet, Grasset, 1955.
- Garde à vous fisc !, René Macart, Seuil, 1955.
- Mon asthme et mes médecins, Gisèle Parry, Seuil, 1957.
- Aux trois magots, Georges Imann-Gigandet, Grasset, 1957.
- Guerre à tout faire, René Macart, Gallimard, coll. « L'Air du Temps », 1959.
- Le Rire rouge. Mille histoires drôles de derrière le rideau de fer, Michel Chrestien, Gallimard, 1961.
- Rire avec les savants, Jacques Bergier, Fayard, 1964.
- Jacques Prévert un poète, Gallimard Jeunesse, coll. « Folio junior poésie », no 857, 1998.

### Catalogues d’exposition
- Maurice Henry, catalogue d'exposition, Milan, galleria Borgonuovo, 1971.
- Maurice Henry, Feuillets mobiles, 1973 (Italie).
- Maurice Henry, Bruno Grossetti, galleria Annunciata, 1974 (Italie).
- Maurice Henry, dessins d'humour, dessins surréalistes, estampes, Palais des Beaux-Arts, Bruxelles, septembre-octobre 1976 (Belgique).
- Artür Harfaux, Maurice Henry et Édouard Jaguer, galerie Sonia Zannettacci, 1985 (Suisse).
- Maurice Henry, Livourne, galleria Peccolo, 1989.
- Dessins de Maurice Henry 1935-1945, librairie Denise Weil, du 20 au 27 mars 1991, D. Weil, 1991.
- Maurice Henry oeuvres surréalistes et livres, texte de Marcel Fleiss et Édouard Jaguer, exposition du 14 mai au 26 juin 1998, galerie 1900-2000, 1998.
- Maurice Henry, Paris, galerie Belfond, 1997-1998.
- L'entrée du Royaume souterrain est ici, Artür Harfaux et Maurice Henry autour du Grand Jeu, [catalogue d'exposition], texte d'Eugène Leroy, 26 avril-2 septembre 2002, musée des Beaux-Arts de Tourcoing, 2002.

### Objets
- Hommage à Paganini, petit violon entouré d'une bande Velpeau, 1936, localisation inconnue.

### Cinéma
- La nuit fantastique (1942), film de Marcel L'Herbier, adaptation de Marcel L'Herbier, Louis Chavance et Maurice Henry, dialogues d’Henri Jeanson, distribution : Fernand Gravey, Micheline Presle, Saturnin Fabre, Charles Granval, Bernard Blier.
- Si cette histoire vous amuse (1946), film de Marcel Martin, commentaires : Arthur Harfaux et Maurice Henry, distribution : Georges Gosset, Jean Guirec, Raymond Bailly, Kay Morgan.
- Madame et le Mort (1943), film de Louis Daquin, scénario de Marcel Aymé, d'après le roman de Pierre Véry, Les Gagmen associés : Maurice Henry et Arthur Harfaux, distribution : Henri Guisol, Renée Saint-Cyr, Michel Vitold, Marguerite Pierry, Pierre Renoir.
- Coup de tête (1944), film de René Le Hénaff, scénario, adaptation et dialogues de Roland Dorgelès, distribution : André Alerme, Pierre Mingand, Josseline Gaël, Jean Tissier, Gisèle Casadesus.
- 120, rue de la Gare (1946), film de Jacques Daniel-Norman, scénario de Jacques Daniel-Norman d'après Léo Malet, scénario de Maurice Henry et Arthur Harfaux, distribution : René Dary (Burma), Sophie Desmarets (Hélène), Jean Parédès.
- Par la fenêtre (1947), film de Gilles Grangier, dialogue d’Arthur Harfaux et Maurice Henry, distribution : André Bourvil, Suzy Delair.
- Les Aventures des Pieds-Nickelés (1948), film de Marcel Aboulker, scénario d’Arthur Harfaux et Maurice Henry, distribution : Rellys (Croquignol), Robert Dhéry (Filochard) et Maurice Baquet (Ribouldingue).
- Rondo sur la piste (1950), court métrage de Maurice Henry, scénario de Maurice Henry et Arthur Harfaux, distribution : Maurice Baquet et Denise Prêcheur.
- Bibi Fricotin (1951), film de Marcel Blistène, scénario d’Arthur Harfaux et Maurice Henry, distribution : Maurice Baquet (Bibi Fricotin), Colette Darfeuil.
- La P… sentimentale (1958), film de Jean Gourguet, distribution : Maurice Sarfati, Maria Vincent, Pierre Larquey, Andrex, Maurice Henry.
- La belle saison est proche (1959), documentaire de Jean Barral, avec Youki Desnos, Marcel Achard, Jean-Louis Barrault, Roger Blin, Maurice Henry, André Breton, Alain Cuny, Max Ernst, Henri Jeanson, Marcel Mouloudji, Jacques et Pierre Prévert, Jean Wiener.
- Les heures chaudes de Montparnasse (1963), documentaire télévisé de Jean-Marie Drot, avec Jean-Marie Drot, Louis Aragon, Pierre Bertin, Maurice Henry.

### Théâtre

#### Mise en scène
- Le Petit Café, comédie en 3 actes de Tristan Bernard, mise en scène Maurice Henry et Yves Mirande, théâtre Antoine, 7 octobre 1949.

#### Costumes et décors
- But, chorégraphie et mise en scène de Michel Descombey, Opéra national de Paris, Palais Garnier, 17 avril 1963.